# 1775 en science
| Années de la science : 1772 - 1773 - 1774 - 1775 - 1776 - 1777 - 1778    |
| Décennies de la science : 1740 - 1750 - 1760 - 1770 - 1780 - 1790 - 1800 |

Cet article présente les faits marquants de l'année 1775 en science.

## Événements
- 3 février : Johann Elert Bode découvre l'amas globulaire M53[1].
- 21 février : le musée de Physique et d'Histoire naturelle de la Specola est ouvert à Florence[2].
- 8 mars : le chimiste  britannique Joseph Priestley démontre par l'expérience d'une souris, que l'air dégagé de l’oxyde de mercure qu'il appelle air déphlogistiqué (oxygène), est respirable[3]. Il fait part de sa découverte dans une lettre à John Pringle, datée du 15 mars 1775, qui est lue à la Royal Society le 25 mai[4].

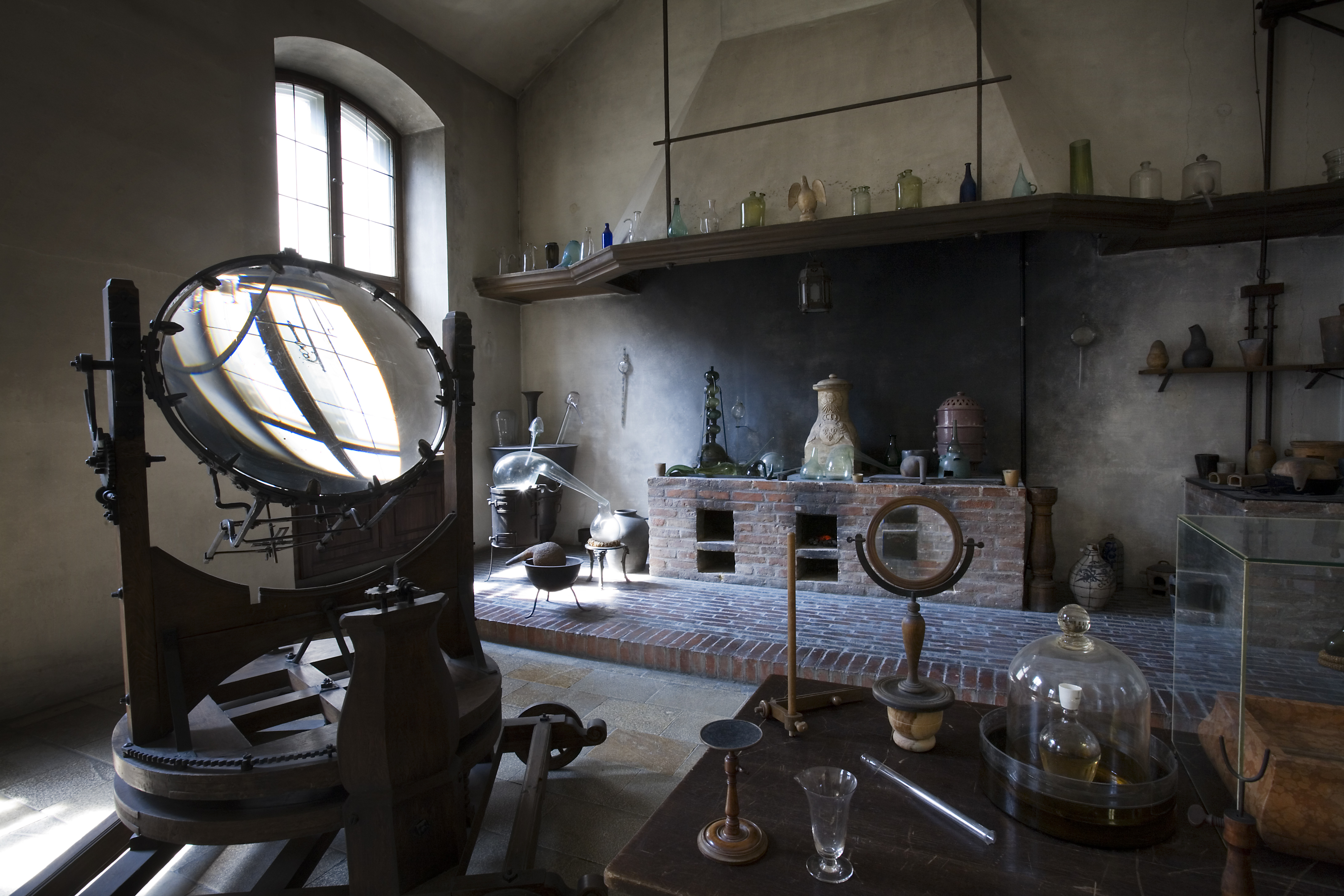
Le laboratoire de Lavoisier en 1775 reconstitué au Deutsches Museum de Munich.

- 26 avril : le chimiste français Lavoisier  présente à la séance publique de l'Académie des sciences son mémoire Du principe qui se combine avec les métaux en calcination où il expose les propriétés distinctes du dioxyde de carbone et de l'oxygène[5]. Il découvre le rôle de l'oxygène dans la combustion. Cette découverte constitue une révolution scientifique majeure selon le philosophe des sciences Thomas Samuel Kuhn[6].
- 22 mai : James Watt obtient du Parlement du Royaume-Uni une prolongation de vingt-cinq ans de son brevet de 1769 pour sa machine à vapeur et son extension à l'Écosse. La firme Boulton & Watt est créée pour exploiter ce brevet. Deux machines sont fabriquées pour les mines de Bloomfiel et pour la soufflerie des hauts-fourneaux de John Wilkinson à Broseley ; la machine de Bloomfield est mise en marche le 8 mars 1776[7]
- 30 juillet, Portsmouth  : le deuxième voyage de Cook est achevé après trois ans et dix-huit jours de navigation. Il a franchi à trois reprises le Cercle polaire antarctique, atteint l'île de Pâques, les Marquises, les Tonga, les Nouvelles-Hébrides, découvert la Nouvelle-Calédonie et la Géorgie du Sud[8].
- 11 novembre[9] : l'horloger Alexander Cumming dépose le brevet de toilettes munies d'un siphon[10].

- Le maître de forge John Wilkinson (1728-1808) réalise une machine à aléser, brevetée en 1774, qui permet la réalisation de la machine à vapeur en fournissant à James Watt des cylindres parfaits[11].
- L'ingénieur Jacques-Constantin Périer met au point un bateau à vapeur avec des roues à aubes qu'il teste sur la Seine. Sa machine est trop faible pour remonter le courant[12].

- L'armateur de Leith Charles Spalding (en) perfectionne la cloche de plongée d'Edmond Halley en y ajoutant un système de contrepoids[13].
- Pierre-Simon Girard, âgé de dix ans, invente une turbine hydraulique[14].

## Publications
- Torbern Olof Bergman : Disquisitio de attractionisbus electivis. Il propose la notion d'attraction élective, dérivée de la théorie newtonienne de la gravitation, pour expliquer pourquoi certains corps chimiques se séparent pour créer de nouveaux composés avec des éléments auxquels elles sont liées[15].
- Johan Christian Fabricius, entomologiste : Systema entomologiae.
- Pehr Forsskål : Descriptiones Animalium - Avium, amphiborum, insectorum, vermium quæ in itinere orientali, Copenhaguen contenant les premières observations sur la migration des oiseaux.
- Jean Baptiste Christophe Fusée-Aublet, botaniste français : Histoire des plantes de la Guiane françoise, ouvrage en quatre volumes où il décrit 774 taxons végétaux de Guyane.
- Joseph-Louis Lagrange : Recherches d'Arithmétique, mémoire qui porte sur la théorie des formes quadratiques[16].
- Joseph Priestley : Experiments and Observations on Different Kinds of Air, Vol.2. London, 1775.
- Jérôme Tifaut de la Nouë : Réflexions philosophiques sur l’impôt.

## Prix
- Médailles de la Royal Society
  - Médaille Copley : Nevil Maskelyne

## Naissances

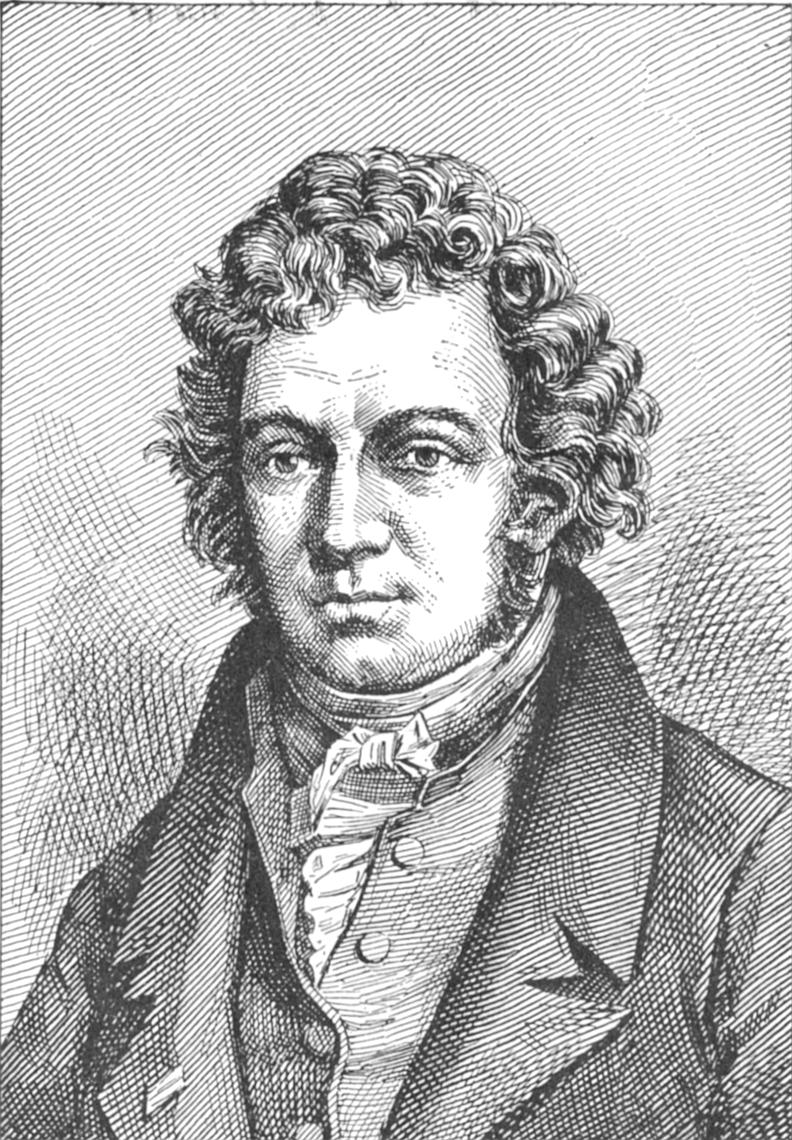
André-Marie Ampère

- 22 janvier : André-Marie Ampère (mort en 1836), physicien français.

- 9 février : Farkas Bolyai (mort en 1856), mathématicien hongrois.

- 10 mai : William Phillips (mort en 1828), géologue anglais.
- 19 mai : Jean-Antoine Breton (mort en 1836), menuisier français qui participe à la mise au point à Lyon du métier Jacquard.

- 23 juillet : Étienne Louis Malus (mort en 1812), physicien et mathématicien français.

- 15 août : Carl Franz Anton Ritter von Schreibers (mort en 1852), naturaliste autrichien.
- 22 août : François Péron (mort en 1810), naturaliste et explorateur français.

- 10 septembre : John Kidd (mort en 1851), médecin, chimiste et géologue britannique.
- 30 septembre : Robert Adrain (mort en 1843), mathématicien américain.

- 13 octobre : Jean Frédéric Théodore Maurice (mort en 1851), mathématicien genevois.

- 12 novembre : Jean Guillaume Audinet-Serville (mort en 1858), entomologiste français.
- 19 novembre : Johann Karl Wilhelm Illiger (mort en 1813), entomologiste et zoologiste allemand.

- 12 décembre : William Henry (mort en 1836), chimiste britannique.

- Sans date précise :
  - Louis de Gallois (mort en 1825), ingénieur français.

## Décès

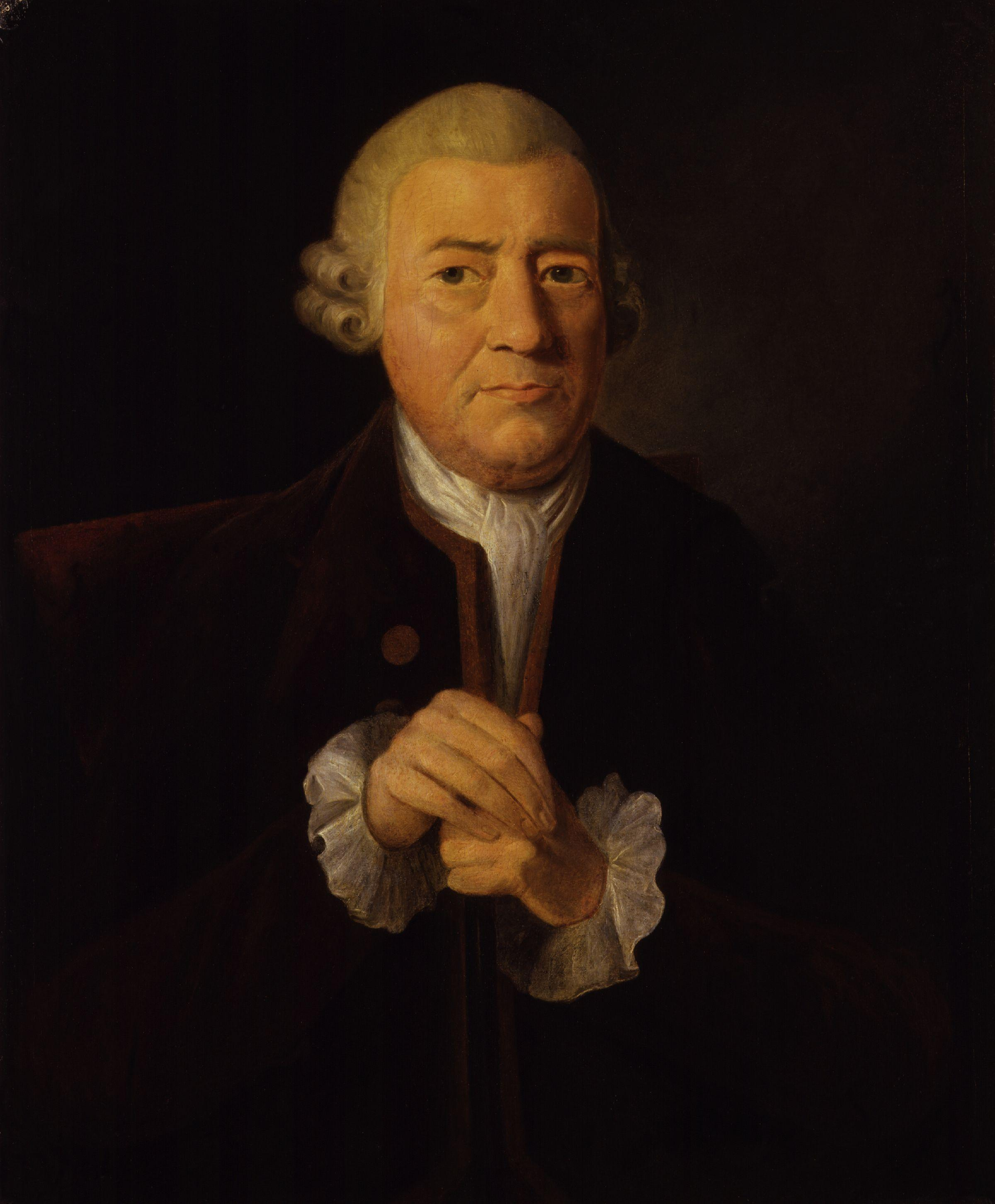
John Baskerville par James Millar, 1774.

- 8  janvier : John Baskerville (né en 1706), imprimeur et inventeur anglais.
- 17 janvier : Vincenzo Riccati (né en 1707), mathématicien italien.

- 10 février : Claude Pouteau (né en 1724), chirurgien français.

- 3 mars : Richard Dunthorne (en) (né en 1711), astronome britannique.
- 6 mars : Job Baster (né en 1711), médecin et naturaliste hollandais.

- 1er mai : Israel Lyons (né en 1739), mathématicien et botaniste anglais.

- 5 juin : Giovanni Gaetano Bottari (né en 1689), scientifique florentin, garde de la bibliothèque du Vatican.

- 13 septembre : Guillaume Mazéas (né en 1720), savant français.

- 25 octobre : Johan Maurits Mohr (né en 1716), missionnaire et astronome hollandais.
- 29 octobre : Gabriel François Venel (né en 1723), médecin, pharmacien et chimiste français.

- 3 décembre : Giovanni Bianchi (Janus Plancus) (né en 1693), naturaliste italien[17].

- Sans date précise :
  - Robert Wood (né en 1707), archéologue irlandais.